# How to Deter a Robber
How to Deter a Robber és una pel·lícula de comèdia policial estatunidenca del 2020 escrita i dirigida per Maria Bissell i protagonitzada per Vanessa Marano, Benjamin Papac, Abbie Cobb, Sonny Valicenti, Gabrielle Carteris i Chris Mulkey. Representa el debut de Bissell com a directora. S'ha subtitulat al català.
La pel·lícula es va rodar en disset dies. Es va estrenar al Fantastic Fest, d'Austin, el 29 de setembre de 2020.

## Repartiment
- Vanessa Marano com a Madison Williams
- Benjamin Papac com a Jimmy
- Chris Mulkey com a Andy Reynolds
- Gabrielle Carteris com a Charlotte
- Leah Lewis com a Heather
- Arnold Y. Kim com a Scott
- Abbie Cobb com a Christine Schroeder
- Sonny Valicenti com a Patrick Lindner